# Arturo Cruz Sastre
Arturo Cruz Sastre (Salamanca, 18 de septiembre de 1993), es un jugador de baloncesto español. Con 1 metro y 83 centímetros de estatura, juega en la posición de base.

## Trayectoria
Formado en las categorías inferiores del Baloncesto Majadahonda y CB Tormes, fue elegido por la Federación de Baloncesto de Castilla y León mejor jugador promesa de 2010. Debutó en Liga EBA con el CB Zamora en la temporada 2011/12 y continuó con el CB Tormes en 2012/13 y 2013/14. En enero de 2014 fue fichado por el Zornotza, equipo de LEB Plata con el que disputó tres temporadas.
En 2016/17 juega para Óbila Club de Basket, también en LEB Plata, logrando unas medias de 10,2 puntos, 4,4 rebotes y 1,6 asistencias durante la liga regular. La siguiente campaña firma con el Basket Navarra Club, registrando unos promedios de 8,9 puntos, 3,3 rebotes y 2,4 asistencias.
En septiembre de 2018 se anunció su incorporación al Cáceres Patrimonio de la Humanidad para cubrir temporalmente la baja del lesionado Andy Mazurczak, en lo que suponía el debut del jugador en LEB Oro. Hasta la finalización de su contrato en diciembre del mismo año, Cruz disputó 12 partidos con el club cacereño y logró promedios de 3,9 puntos, 2,2 rebotes y 1,3 asistencias. Seguidamente firmó por el Aquimisa Carbajosa, equipo de Liga EBA, obteniendo un destacado rendimiento hasta la finalización de la temporada 2019/20 y renovando con el mismo club en la temporada 2020/21, ya en LEB Plata, donde logra ser uno de los bases más destacados de la competición con promedios de 11.1 puntos, 5.3 asistencias y 4.2 rebotes.